# Піхоровиці
Піхоровиці (пол. Pichorowice, нім. Peicherwitz) — село в Польщі, у гміні Уданін Сьредського повіту Нижньосілезького воєводства.
Населення — 392 особи (2011).
У 1975-1998 роках село належало до Легницького воєводства.

## Демографія
Демографічна структура станом на 31 березня 2011 року:
|          | Загалом | Допрацездатний вік | Працездатний вік | Постпрацездатний вік |
| -------- | ------- | ------------------ | ---------------- | -------------------- |
| Чоловіки | 205     | 57                 | 124              | 24                   |
| Жінки    | 187     | 42                 | 108              | 37                   |
| Разом    | 392     | 99                 | 232              | 61                   |